# Зюбейде-ханым
Зюбейде-ханым (тур. Zübeyde, 1857 — 14 января 1923) — мать Мустафы Кемаля Ататюрка.

## Биография
Родилась в 1857 году в Салониках (Османская империя, ныне Греция). Она получила лишь начальное образование, выучившись читать и писать, однако по сравнению с большинством женщин в тогдашней империи это был очень высокий образовательный уровень, так как считалось, что женщинам вообще не нужно уметь читать. Из-за её образованности некоторые друзья называли её «Зюбейде-мулла».
В 1878 году она вышла замуж за пограничника Али Рызу, который был старше её на 20 лет. Брак устроила её старшая сестра.
Сначала у неё родилась дочь Фатьма, затем сын Умар, потом сын Ахмет, но все они умерли во младенчестве. Предположительно в 1881 году родился сын Мустафа, в 1885 году дочь Макбуле, которые выжили. В 1889 году ещё родилась дочь Наклийе, но она умерла от туберкулёза ещё ребёнком.
В 1887 году умер Али Рыза. 30-летняя вдова осталась одна с маленькими детьми на руках. Ей пришлось переехать к брату Хусейну, который управлял фермой в сельской местности.
Зубейде вышла замуж во второй раз, за Рагып-бея, у которого у самого было четверо детей от первого брака. Это отдалило Мустафу Кемаля от матери.
После Балканских войн, в результате которых Салоники перешли Греции, Мустафа Кемаль приобрёл для матери и Макбуле дом в Стамбуле. В 1922 году Зюбейде перебралась в Анкару, но местный климат оказал на неё плохое действие, и она предпочла переехать в Измир, где и жила до самой смерти. В 1940 году в её честь там был возведён мемориал.